# Drapeau de la Somalie
Le drapeau de la Somalie est le drapeau national et le pavillon national de la République fédérale de Somalie. Il est adopté le 12 octobre 1954. Le drapeau dessiné par Mohammed Awale Liban devait être utilisé pour la Somalie britannique mais fut finalement attribué au nouveau pays issu de la fusion entre la Somalie italienne et la Somalie britannique.
Selon M. Liban, le drapeau devait ressembler au drapeau de l'ONU qui a aidé la Somalie à gagner son indépendance de l'Italie.
Les cinq branches de l'étoile symbolisent les cinq zones où vivent les Somalis : la Somalie britannique, la Somalie italienne, la Somalie française (Djibouti), l'Ogaden (Éthiopie) et le Nord du Kenya.